# Émeutes des 12 et 13 juillet 1789
 (janvier 2013).
Si vous disposez d'ouvrages ou d'articles de référence ou si vous connaissez des sites web de qualité traitant du thème abordé ici, merci de compléter l'article en donnant les références utiles à sa vérifiabilité et en les liant à la section « Notes et références ».

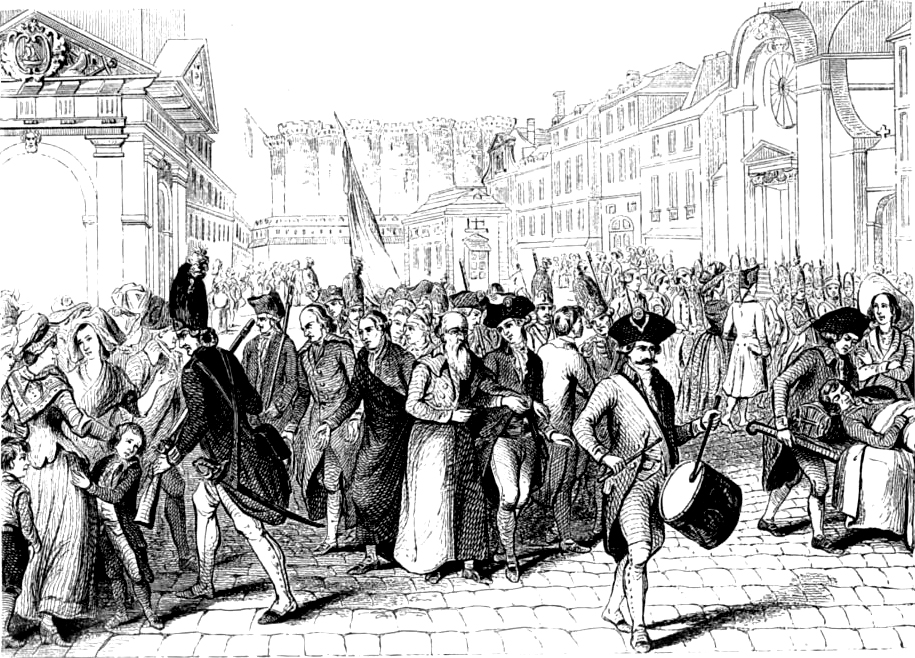
Les émeutes des 12 et 13 juillet 1789.

Les émeutes des 12 et 13 juillet 1789 font suite à la nouvelle du renvoi de Jacques Necker, qui se répand dans Paris.

## Émeutes du dimanche 12 juillet 1789

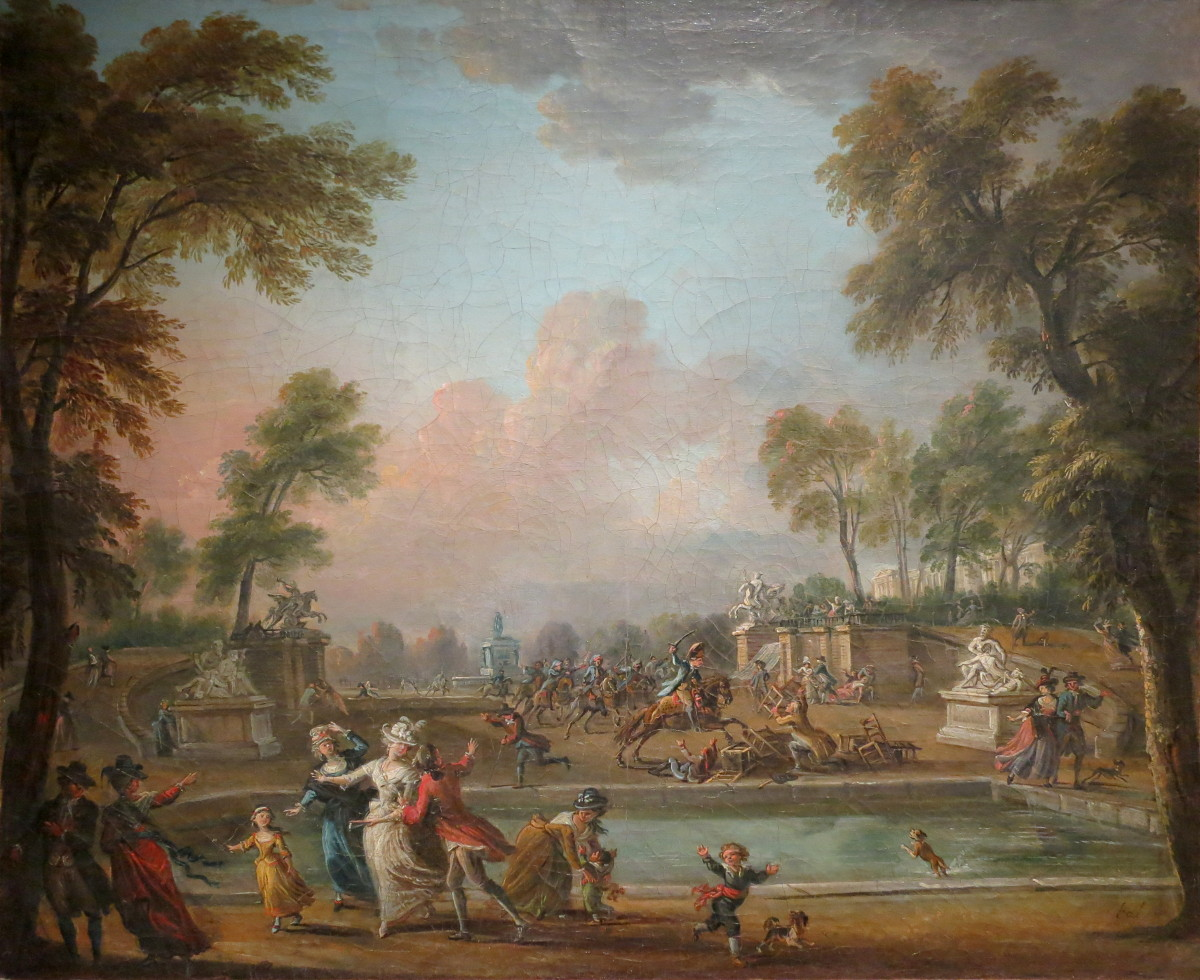
Tableau représentant la charge du prince de Lambesc à la tête du régiment de Royal-Allemand dans le jardin des Tuileries (Jean-Baptiste Lallemand, musée Carnavalet)

### Midi
Camille Desmoulins, un avocat et journaliste encore peu connu, harangue la foule au Palais-Royal et l’appelle aux armes contre le gouvernement royal. On assiste à de nombreuses manifestations dans les rues de Paris et dans le jardin des Tuileries où les bustes de Jacques Necker et du duc d’Orléans sont portés en cortège. Le Royal-Allemand, régiment de cavalerie commandé par le prince de Lambesc, charge la foule aux Tuileries, faisant plusieurs blessés, peut-être des tués.

### 20 heures

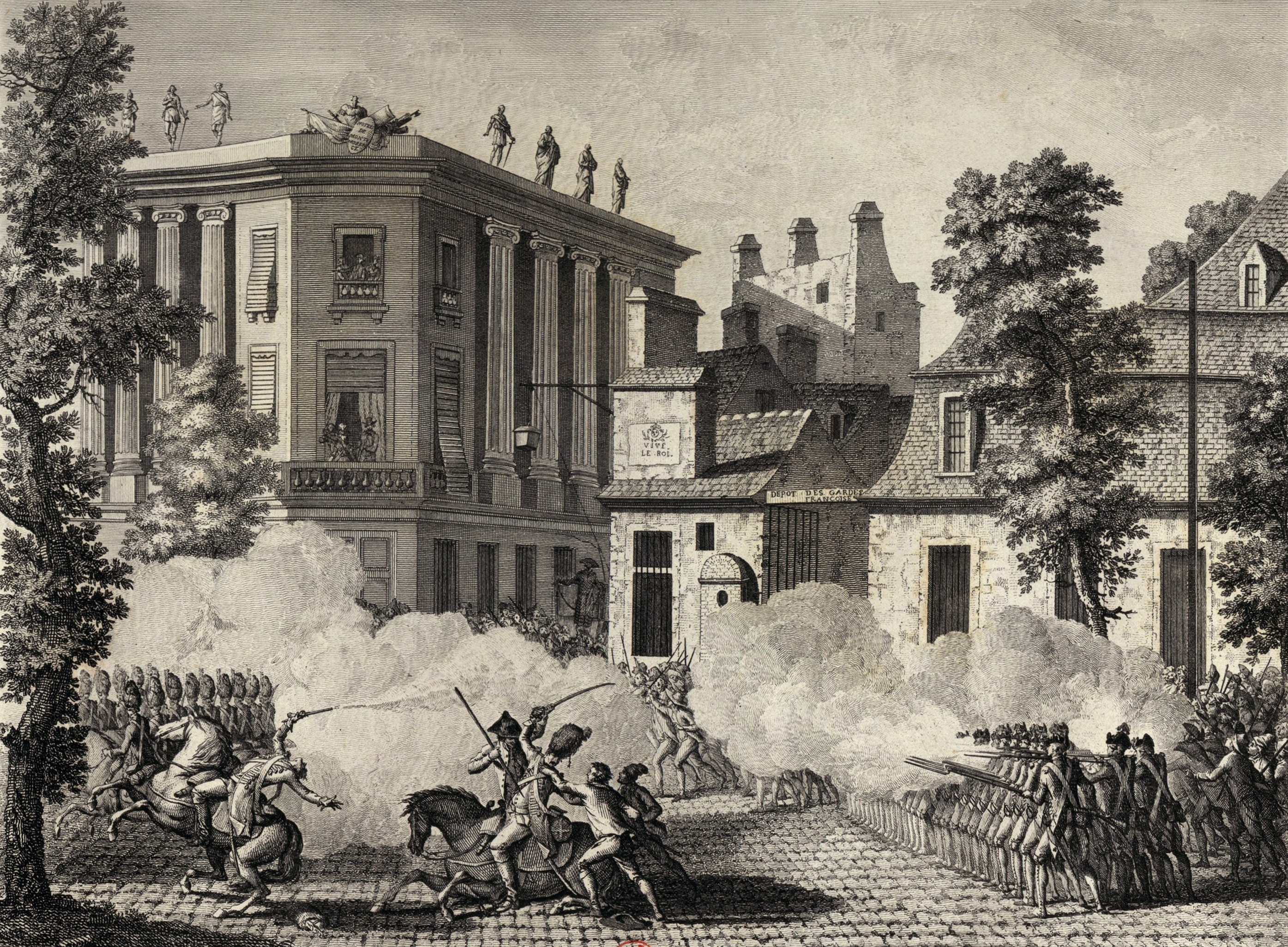
Gravure de Duplessis-Bertaux d'après Prieur représentant l’échauffourée de la Chaussée-d'Antin, dans la soirée du 12 juillet.

Pierre-Victor de Besenval, commandant les troupes massées à Paris, se décide à faire intervenir les régiments suisses cantonnés au Champ-de-Mars. Plus tard dans la soirée, a lieu un affrontement entre les Gardes françaises, stationnés devant leur dépôt, et le régiment commandé par Lambesc, à l'angle du boulevard et de la rue de la Chaussée-d'Antin.

## Rassemblement des 12 et 13 juillet 1789
Pendant près de dix jours, du 9 au 17 juillet 1789, les barrières de la capitale sont en proie aux incidents. Incendie de quarante des cinquante-quatre barrières d'octroi donnant accès sur Paris : les émeutiers veulent ainsi faire baisser le prix des grains et du pain – qui est à son niveau le plus élevé du siècle.

### 6 heures
Pillage du couvent Saint-Lazare où on dit que les grains seraient stockés.

### 8 heures
Les « électeurs » de Paris (c’est-à-dire ceux qui, au deuxième degré, ont élu les députés aux États généraux) se réunissent à l’Hôtel de ville de Paris. Ils forment un « comité permanent » et décident de créer une « milice bourgeoise » de 48 000 hommes. Ils porteront une marque distinctive, une cocarde aux couleurs de la ville de Paris (rouge et bleu). Pour les armer, la foule pille le Garde-Meuble, où sont conservées des armes, mais anciennes et de collection.

### 17 heures
Une délégation des « électeurs » parisiens se rend aux Invalides pour demander les armes de guerre qui y sont stockées. Refus du gouverneur.
Le lendemain, aura lieu la prise de la Bastille.